# Dal Stivens
Dal Stivens, rodným jménem Dallas George Stivens (31. prosince 1911, Blayney, Nový Jižní Wales, Austrálie - 15. června 1997, Sydney, Nový Jižní Wales, Austrálie) byl australský novinář, publicista, spisovatel, rozhlasový scenárista, humorista a lidový vypravěč.

## Život
Publikoval nejen pod svým jménem ale i pod pseudonymy: John Sidney, James Crockett, Jeff Peters, Richard Fitter, Jack Tarrant, David / John Chilton, David / John Wilton. Českým čtenářům a filmovým divákům je patrně nejvíce znám jako autor literární a později i komiksové postavy Kamenáče Billa, která později oživla i na filmovém plátně v několika československých animovaných filmech díky výtvarníkovi Miroslavu Štěpánkovi a režisérovi Václavu Bedřichovi. V roce 1981 obdržel cenu Patricka Whita za zásluhy o australskou literaturu.
Kromě literatury a novinařiny se také aktivně věnoval malířství a sochařství, jeho velkou vášní byl i sport, jmenovitě pak kriket, o němž také často psal. Kromě rodné Austrálie často publikoval i v Evropě a ve Spojených státech amerických.

## Dílo

### Romány
- Jimmi Brocket, 1951
- The Wide Arch (Široký oblouk), 1958 (detektivka)
- Three Persons Make a Tiger: translated from the Chinese of Wu Yu (česky:Tři lidé jsou už jeden tygr: překlad z čínštiny od Wu Yu), 1968 (satira, fiktivní překlad z čínštiny)
- A Horse of Air (česky: Kůň v povětří), 1970

### Sbírky povídek
- The Tramp and Other Stories (Tulák a jiné povídky), 1936
- The Courtship of Uncle Henry (Námluvy strýčka Henryho), 1946
- The Gambling Ghost and Other Stories (Jak duch karbanil a jiné povídky), 1953
- Ironbark Bill (Kamenáč Bill), 1955
- The Scholarly Mouse (Vědecky založená myš), 1957
- Příběhy Kamenáče Billa
- The Unicorn and Other Tales (Jednorožec a jiné povídky), 1976
- The Demon Bowler a Other Cricket Stories (Ďábelský nadhazovač a jiné příběhy z kriketu), 1979 (mnohé příběhy jím byly zpracovány i ve formě rozhlasových scénářů psaných pro stanice ABC a BBC)
- The Town Mouse and the Country Mouse (Městská myš a venkovská myš).

### Publicistika
- The incredible Egg; a Billion Year Journey (Úžasné vejce; cesta dlouhá miliardu let), 1974 - různé příběhy o živočišné říši na Novém Zélandu, v Austrálii a v okolních mořích

### Knížky pro děti
- The Bushranger (Zbojník), 1978

## Dílo v češtině
- Kamenáč Bill (překlad Stanislav Mareš), sbírka povídek 1963 / SNKLU
- Jak duch karbanil (překlad Vanda Zámecká), měsíčník Plamen 1965
- Kamenáč Bill pomáhá poděsu duchovi (překlad Vanda Zámecká), Černá hodinka 1967, SNDK

### Animované filmy
(výtvarník: Miroslav Štěpánek, režisér Václav Bedřich, hudba Ferdinand Havlík)
- Kamenáč Bill a drzí zajíci (1964)
- Kamenáč Bill a ohromní moskyti (1971)
- Kamenáč Bill a jeho přepevné laso (1972)

### Komiksy
- Honza Vyčítal, časopis Zálesák, č.1-3 III. ročníku
- Honza Vyčítal, sborník Dvaatřicet trumfů (portréty 32 folkových písničkářů a skupin), Fortuna, 1970